# 20-Röhren-Brunnen

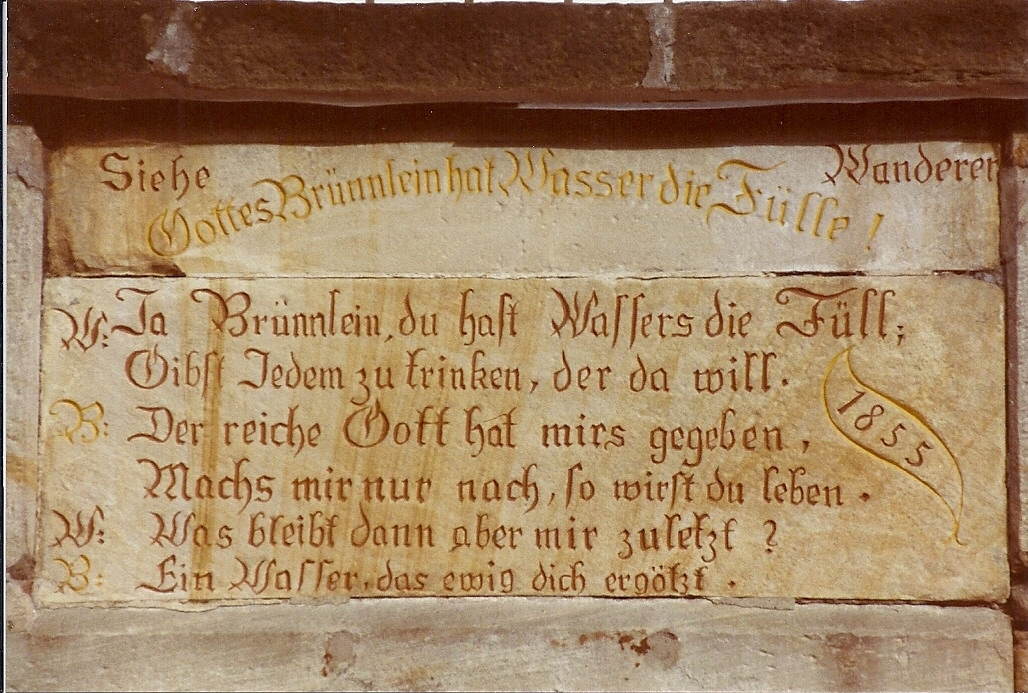
Inschrift

Der 20-Röhren-Brunnen ist eine Brunnenanlage in der rheinland-pfälzischen Ortsgemeinde Altleiningen im nordöstlichen Pfälzerwald. Der Brunnen wurde vermutlich um das Jahr 1600 gebaut und diente ursprünglich der Wasserversorgung der 50 m oberhalb gelegenen Burg Altleiningen. Seine heutige Form erhielt er im Jahr 1855.

## Geographie
Der Brunnen liegt auf 234 m Höhe in der Mitte des Dorfes. Der Standort ist direkt südlich der heutigen Hauptstraße gegenüber dem Rathaus und liegt ein Meter tiefer als die Straßenfläche. Etwa 80 m unterhalb fließt der Eckbach vorbei, der seine eigentliche Quelle 4 km aufwärts hat und ein linker Nebenfluss des Rheins ist. Er nimmt von links das ablaufende Wasser des 20-Röhren-Brunnens auf, der heute den größten Teil der Wasserführung des Baches liefert. Am Brunnen vorbei führt der 23 km lange Eckbach-Mühlenwanderweg, der von der Eckbachquelle in Hertlingshausen bachabwärts bis nach Dirmstein in die Rheinebene führt.

## Anlage
Der Brunnen wird von der stärksten Spaltenquelle der Pfalz gespeist. Das Wasser tritt aus einer Verwerfungsspalte hervor und wird zunächst in zwei großen Brunnenkammern gefasst, um dann aus 20 parallel angeordneten Röhren hervorzuquellen. Die Menge des Wasserflusses wird mit einem für die Entstehungszeit sehr gut durchdachten System der Aufstauung des Grundwassers gesteuert.
Über dem Brunnen befindet sich eine denkmalgeschützte Inschriftentafel aus Sandstein aus dem Jahre 1855, als die Anlage ihre heutige Gestalt erhielt; sie wurde auch nach einer grundlegenden Erneuerung mit teilweiser Neugestaltung in den 1980er Jahren wieder eingebaut. Die Tafel gibt einen gedachten Dialog zwischen Wanderer (W) und Brunnen (B) wieder:
 Siehe, Wanderer:

 Gottes Brünnlein hat Wasser die Fülle!

 W.: Ja, Brünnlein, du hast Wassers die Füll;

 Gibst Jedem zu trinken, der da will.

 B.: Der reiche Gott hat mirs gegeben;

 Machs mir nur nach, so wirst du leben!

 W.: Was bleibt dann aber mir zuletzt?

 B.: Ein Wasser, das ewig dich ergötzt.

## Geschichte
Der Brunnen wurde im Auftrag der Leininger Grafen angelegt, um die Wasserversorgung ihrer Stammburg Altleiningen zu verbessern und auf Dauer sicherzustellen. Belege für das genaue Baujahr sind nicht bekannt, Historiker vermuten die Zeit um 1600.